# Prohlášení o bezinfekčnosti
Prohlášení o bezinfekčnosti je zvláštní formou čestného prohlášení, které je vyplňováno zákonnými zástupci dítěte, před jeho odjezdem např. na: školu v přírodě, táborový pobyt pro děti apod. Tímto prohlášením se zákonní zástupci dítěte zavazují, že dítě netrpí žádným onemocněním, kterým by mohlo ohrozit ostatní děti ve skupině.
Toto prohlášení předává zákonný zástupce nebo fyzická osoba, kterou k tomu zákonný zástupce dítěte písemně zmocnil, pořádající osobě nebo vysílající škole na základě ustanovení § 9 odst. 3 zákona č. 258/2000 Sb., o ochraně veřejného zdraví. Prohlášení nesmí být starší než jeden den.

## Doporučené údaje
- Petr Novák * 3.8.2007
- Mišákova 22 Olomouc
- Termín pobytu, 8.6.2015 – 12.6.2015
- Bílá 2015
- Datum, 8.6.2015
- Podpis zákonného zástupce dítěte

```
Prohlašuji, že  Amálie Dofková je zdráv(a). Současně mi není známo, že by jmenovaný(á) v posledních 14 dnech přišel do styku s infekčním prostředím nebo osobami, které onemocněly infekční chorobou. Dítě nejeví známky onemocnění (zvracení, průjem, zvýšená teplota…). Ošetřující [[lékař]] ani [[Hygiena|hygienik]] nenařídil dítěti zvýšený zdravotní dohled, lékařský dozor při onemocnění nebo [[Karanténa|karanténní]] opatření

Den odjezdu:..........  
Podpis vlastní nebo zák. zástupců: ........................

Jsem si vědom(a) právních následků, které by mě postihly, kdyby toto mé prohlášení bylo nepravdivé.

```